# Parafia św. Barbary w Starogrodzie
Parafia świętej Barbary w Starogrodzie – parafia rzymskokatolicka, znajdująca się w diecezji toruńskiej, w dekanacie Chełmno. 